# Datnioides
Datnioides, på svenska ibland kallade tigerfiskar, är det enda släktet i den monotypiska familjen Datnioididae. De fem arterna i detta släkte lever i sött- oct bräckt vatten i floddeltan och andra kustnära områden i Syd- oct Sydostasien. Som vuxna blir tigerfiskarna 30–45 cm långa och kan väga upp till och med 10 kg.
Nyligen genomförda studier har visat att tigerfiskarna är nära besläktade med släktet Lobotes i familjen Lobotidae. Flera av arterna återfinns ibland i zoohandeln, och hålls i fångenskap i akvarier.

## Arter
- Datnioides campbelli Whitley, 1939
- Datnioides microlepis Bleeker, 1853 - Siamesisk tigerfisk[5]
- Datnioides polota (Hamilton, 1822)
- Datnioides pulcher (Kottelat, 1998)
- Datnioides undecimradiatus (Roberts & Kottelat, 1994)

## Referenser

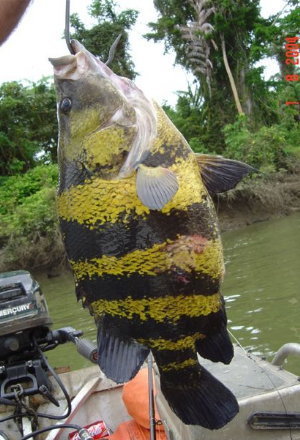
Datnioides campbelli